# Okno, Metlika
Okno este o localitate din comuna Metlika, Slovenia.